# Adoretus kindiae
Adoretus kindiae är en skalbaggsart som beskrevs av Frey 1967. Adoretus kindiae ingår i släktet Adoretus och familjen Rutelidae. Inga underarter finns listade i Catalogue of Life.